# Yoshi
Yoshi (ヨッシー?, Yosshī, talvolta riportato come Yossy) è un membro della specie omonima di dinosauro immaginario che appare in varie serie di videogiochi pubblicati da Nintendo. Gli Yoshi, comunemente verdi, possono anche essere trovati in vari colori quali rosso, giallo, blu, rosa etc. Yoshi debutta come alleato dei protagonisti Mario e Luigi nel videogioco Super Mario World (1990). Nella serie principale Super Mario, Yoshi assume tipicamente il ruolo di destriero per Mario.
Nel corso degli anni è diventato uno dei principali personaggi Nintendo, divenendo il protagonista titolare della serie Yoshi e un personaggio di supporto nei videogiochi spin-off di Mario.

## Il personaggio
Yoshi fu inizialmente concepito dal team di sviluppo Nintendo Research & Development 1 per esordire in Super Mario Bros. e nei titoli successivi per Famicom, tuttavia i limiti tecnici della console Nintendo impedivano a Mario di poter cavalcare un dinosauro. Il dinosauro verde venne introdotto solamente nel quarto titolo della serie Super Mario, Super Mario World. Originariamente ispirato ai Koopa Troopa, il suo aspetto è stato poi modificato basandosi sul protagonista di Devil World, altro videogioco realizzato da Shigeru Miyamoto. Takashi Tezuka, uno sviluppatore della serie Mario, ha ipotizzato che l'amore di Miyamoto per l'equitazione e per i temi country e il western abbia influenzato la creazione di Yoshi.
La versione di Yoshi vista nel film Super Mario Bros. è stata realizzata utilizzando un animatrone alto 0,91 metri. Yoshi è stato disegnato nel film da Dave Nelson. L'animatrone aveva quasi 60 metri di cavo e centinaia di parti mobili al suo interno ed era controllato da nove burattinai. Il corpo era telecomandato, mentre la testa era radiocomandata. La creazione di Yoshi venne gestita da una società indipendente dai realizzatori.
In giapponese Yoshi (ヨッシー?, Yosshī) significa "migliore", "meglio" o "felice". Nell'alfabeto fonetico internazionale il suo nome è [joʃːiː]. La sua simpatia e il suo coraggio hanno conquistato il pubblico giovanile, che ne ha chiesto (e ottenuto) l'inserimento nei giochi della serie Mario Kart. In questi titoli, il dolce dinosauro verde si segnala come uno dei "piloti" più veloci e facili da controllare. Per "Yoshi" si intende anche un'intera specie di Yoshi tutti identici nell'aspetto, che differiscono soltanto per il colore. Esistono, ad esempio, Yoshi rossi, gialli, blu, rosa e celesti, ma anche arancioni, viola, bianchi e neri.

## Biografia
Yoshi è un esemplare verde dell'omonima razza vivente in diversi colori nella Terra dei dinosauri. Dotato di una lingua estendibile, possiede diverse abilità tra cui quella di essere cavalcato come un cavallo da Mario. Per questo motivo è talvolta rappresentato con una sella al posto del guscio collocato sulla schiena.
Yoshi mangia di tutto e mettersi tra lui e il cibo rappresenta una sfida persa in partenza. Il corpo ha una tonalità verde vivace con il ventre bianco, inoltre possiede un guscio rosso sulla schiena, tre scaglie arancioni dietro la testa e degli stivali dello stesso colore. Ha una lingua molto lunga e appiccicosa con cui può afferrare praticamente tutto, persino cose che sono molto più grandi di lui, in modo simile alle rane; pur avendo tanti denti, raramente sono stati visti o sono stati usati nelle sue comparse videoludiche

Yoshi con in groppa Mario in Super Mario World

Compare in vari giochi (tra cui Super Mario World, Super Mario 64 DS, New Super Mario Bros. Wii e Super Mario Galaxy 2), dove solitamente mangia oggetti e creature viventi, in particolare i nemici (ad esempio i Koopa Troopa), dai quali acquisisce capacità particolari come il soffio di fuoco o l'abilità di volare. Il piccolo Yoshi ha oltretutto uno stomaco senza fondo (letteralmente): quasi tutto ciò che ingoia viene subito digerito o trasformato in un uovo a pois verdi e di altri colori che può usare come un'arma da lancio; nonostante le apparenze, in realtà è alquanto leggero di peso: riesce, infatti, a compiere notevoli balzi e, sbattendo le zampe, a rimanere in aria per qualche istante.
Pensato inizialmente come personaggio "a parte" rispetto a Mario, Yoshi compare in scena come amico del protagonista fin dal gioco Super Mario World. Sarà compreso poi in tutti i titoli dell'amico baffuto (tranne che in Dr. Mario) per poi diventare lui stesso protagonista (in Yoshi's Island e Yoshi's Story). Compare anche in molti giochi per Game Boy, Super Nintendo, Nintendo 64 e GameCube.
In cinque Mario Kart c'è un circuito dedicato a Yoshi: in Mario Kart 64 "Valle di Yoshi", in Mario Kart: Double Dash!! "Circuito di Yoshi", in Mario Kart DS e Mario Kart Wii "Cascate di Yoshi", e in Mario Kart 8 "Valle di Yoshi" e ancora una volta "Circuito di Yoshi" (ottenibile tramite DLC)
I tre kart di Yoshi in Mario Kart DS sono la "Ovomobile", la "Cetriobolide" e la "YS Standard".
In Mario Kart 7 viene ripresa "Ovomobile".
Le macchine di Yoshi hanno una velocità alta ed è bravo anche di abilità sui kart. Per Mario Kart 7, Yoshi ha avuto l'onore di essere Perfetto nella pista "Monte Wuhu".
In Mario Slam Basketball Yoshi è un personaggio molto versatile. Il suo colpo speciale può esser eseguito disegnando una "M". Yoshi, così come Tipo Timido, può cambiare colore. Il suo colpo speciale si chiama "Svolazzo Bomba".
A differenza di Super Mario Galaxy, Yoshi fa parte del gioco Super Mario Galaxy 2 ed è liberamente controllabile dal giocatore, che può cavalcarlo.
Yoshi diventa disponibile dal momento in cui Mario sconfigge Kamek e libera il dinosauro da una maledizione che il magikoopa gli aveva inflitto. In questo gioco, Yoshi possiede diverse abilità:
- Yoshi scatto: ingoiando un frutto peperino rosso, Yoshi può correre talmente veloce da scalare superfici verticali e correre sull'acqua.
- Yoshi bolla: ingoiando un frutto bolla azzurro, Yoshi si gonfia a dismisura. Rilasciando l'aria verso il basso può raggiungere fluttuando piattaforme normalmente irraggiungibili.
- Yoshi luce: ingoiando un frutto lampadino giallo, Yoshi si illumina rendendo visibili percorsi segreti dove può camminare.
- Lingua: la lingua può essere usata per ingurgitare i nemici oppure per agganciarsi a delle margherite fluttuanti in modo da raggiungere luoghi più elevati. Alcuni nemici, come i Pallottolo Bill, non sono digeriti da Yoshi ma sono trattenuti in bocca. Il giocatore può usare questi nemici come armi per sconfiggere altri nemici oppure per distruggere gabbie contenenti oggetti utili.

## Giochi in cui compare
- Super Mario World (1990: Giappone, 1991: U.S.A., 1992: Europa) — SNES
- Mario & Yoshi (1992) — NES, GB
- Super Mario Kart (1992) — SNES
- Yoshi's Cookie (1992) — SNES, NES, GB
- Yoshi's Safari (1993) — SNES, GB
- Super Mario World 2: Yoshi's Island (1995) — SNES
- Tetris Attack (1996) — SNES
- Super Mario RPG: Legend of the Seven Stars (1996) — SNES
- Super Mario 64 (1996) — N64
- Yoshi's Story (1997) — N64
- Mario Kart 64 (1997) — N64
- Mario Party (1998: Giappone, 1999: U.S.A. ed Europa) — N64
- Mario Party 2 (1999: Giappone, 2000: U.S.A. ed Europa) — N64
- Mario Party 3 (2000: Giappone, 2001: U.S.A. ed Europa) — N64
- Mario Golf (1999) — N64, GBC
- Super Smash Bros. (1999) — N64
- Mario Tennis (2000) — N64, GBC
- Mario Kart Super Circuit (2001) — GBA
- Super Smash Bros. Melee (2001) — GCN
- Super Mario Sunshine (2002) — GCN
- Super Mario World: Super Mario Advance 2 (2002) — GBA
- Mario Party 4 (2003) — GCN
- Nintendo Puzzle Collection (2003) — GCN
- Yoshi's Island: Super Mario Advance 3 (2003) — GBA
- Mario Kart: Double Dash!! (2003) — GCN
- Mario Party 5 (2004) — GCN
- Mario Golf: Toadstool Tour (2004) — GCN
- Mario Golf: Advance Tour (2004) — GBA
- Mario Power Tennis (2004) — GCN
- Mario Party 6 (2004) — GCN
- Paper Mario: Il portale millenario (2004) — GCN
- Yoshi Topsy Turvy (2005) — GBA
- Super Mario 64 DS (2004) — DS
- Yoshi Touch & Go (2005) — DS
- Mario Party Advance (2005) — DS
- Mario Kart DS (2005) — DS
- Mario Party 7 (2005) — GCN
- Mario Smash Football (2005) — GCN
- Mario Kart Arcade GP (2005) — ARCADE
- Yoshi's Island DS (2006) — DS
- Mario Slam Basketball (2006) — DS
- Mario Party 8 (2008) — Wii
- Super Smash Bros. Brawl (2008) — Wii
- Mario Strikers Charged Football (2008) — Wii
- Mario & Sonic ai Giochi Olimpici (2008) — Wii e DS
- Mario Kart Wii (2008) — Wii
- Mario Power Tennis (serie New Play Control) (2009) — Wii
- New Super Mario Bros. Wii (2009) — Wii
- Mario & Sonic ai Giochi Olimpici Invernali (2009) — Wii e DS
- Super Mario Galaxy 2 (2010) — Wii
- Mario Sports Mix (2011) — Wii
- Mario Kart 7 (2011) — 3DS
- Mario Tennis Open (2012) — 3DS
- Mario Party 9 (2012) — Wii
- Mario & Sonic ai Giochi Olimpici di Londra 2012 (2012) — Wii e 3DS
- Nintendo Land (2012-2013) — Wii U
- Mario & Sonic ai Giochi Olimpici Invernali di Sochi 2014 (2013) — Wii U
- Mario Party: Island Tour (2013) — 3DS
- Yoshi's New Island (2014) — 3DS
- Mario Kart 8 (2014) — Wii U
- Super Smash Bros. per Nintendo 3DS e Wii U (2014)
- Mario Party 10 (2015) — Wii U
- Yoshi's Woolly World (2015) — Wii U
- Mario Tennis: Ultra Smash (2015) — Wii U
- Yoshi's Woolly World (2015) - Wii U
- Mario & Sonic ai Giochi Olimpici di Rio 2016 (2016) - Wii U e 3DS
- Poochy & Yoshi's Woolly World (2016) - 2DS, 3DS
- Mario Sports Superstars (2016) - 2DS, 3DS
- Super Mario Run (2016) - iOS
- Super Mario Run (2017) - Android
- Mario Kart 8 Deluxe (2017) - Nintendo Switch
- Super Mario Odyssey (2017) - Nintendo Switch
- Mario Party: The Top 100 (2017) - 2DS, 3DS
- Super Mario Party (2018) - Nintendo Switch
- Super Smash Bros. Ultimate (2018) - Nintendo Switch
- Yoshi's Crafted World (2019) - Nintendo Switch
- Mario Kart Tour (2019) - iOS, Android
- Mario & Sonic ai Giochi Olimpici di Tokyo 2020 (2019) - Nintendo Switch
- Super Mario Bros. Wonder (2023) - Nintendo Switch
- Super Mario Party Jamboree (2024) - Nintendo Switch

## Altri media
Yoshi appare nella pellicola Super Mario Bros. con le sembianze di un cucciolo di velociraptor; per realizzarlo si è ricorso ad un animatrone.
È anche uno dei protagonisti della serie televisiva Super Mario World. Qui Yoshi è in grado di parlare e considera Luigi sua madre.
Il suo uovo appare in una scena post-credit di Super Mario Bros - Il film.

## Accoglienza
Dal suo debutto in Super Mario World, Yoshi ha ricevuto un'accoglienza ampiamente positiva. È infatti uno dei personaggi più riconoscibili della serie di Mario ed è rappresentato in numerosi oggetti di merchandising. Yoshi è apparso anche in due delle promozioni Happy Meal dei giocattoli di Mario, che includevano solo Mario, Donkey Kong e Yoshi. In un sondaggio condotto nel 2008, Yoshi è stato votato come il terzo personaggio dei videogiochi preferito in Giappone, con Cloud Strife e Mario rispettivamente al secondo e al primo posto. GameTrailers ha creato uno speciale video tributo per Yoshi per l'uscita di Super Mario Galaxy 2.
GameSpy ha classificato Yoshi come il settimo miglior compagno di videogiochi. Complex ha classificato Yoshi al quarto posto tra "I 25 draghi più potenti nei videogiochi", aggiungendo "Yoshi dovrebbe essere uno dei migliori compagni di tutti i tempi". La rivista ufficiale Nintendo australiana ha definito Yoshi un "carino, affidabile, il migliore amico di un idraulico" e ha paragonato la lealtà di Yoshi a quella di un cane. Yoshi è classificato al 52º posto tra i 100 migliori eroi dei videogiochi di GamesRadar. L'edizione 2011 della Guinness World Records Gamer's Edition ha classificato Yoshi al 21º posto nella loro lista dei "Migliori 50 personaggi dei videogiochi di tutti i tempi", rendendolo il secondo personaggio di Mario con il punteggio più alto nell'elenco, nel quale Mario stesso si è classificato primo.